# Грб Моравске Србије
Грб Моравске Србије је изведени грб на основу династичког грба Хребељановића, чији су најзначајнији преставници били Душанов пехарник, Прибац Хребељановић, његов син кнез (у народу познат као Свети цар) Лазар Хребељановић и његов унук деспот Стефан Лазаревић Високи. Овај грб се састоји од сребреног грчког крста на црвеном пољу, који је омеђен са бокова (лево и десно) са сребреним пругама на којима се налази по један црвени крин (љиљан).
Након распада Српског царства, у појасу око три реке Мораве, развила се самостална феудална држава данас у литератури позната као Моравска Србија. Њен први владар био је кнез Лазар Хребељановић, а касније и његов син Стефан Лазаревић. Након битке код Ангоре, Стефан проширује границе своје државе и узима титулу деспота, након чега ова држава прераста у Српску деспотовину.
У модерној хералдици, елементи традиционалног грба Моравске Србије се налазе на грбовима општина Лазаревац и Деспотовац, као и на грбовима и амблемима неким организација.

## Мунципална хералдика
- Већи грб
 Општине Лазаревац
- Средњи грб
 Општине Лазаревац
- Мањи грб
 Општине Лазаревац
- Већи грб
 Општине Деспотовац
- Средњи грб
 Општине Деспотовац